# Jorum Glacier
Jorum Glacier är en glaciär i Antarktis. Den ligger i Västantarktis. Argentina, Chile och Storbritannien gör anspråk på området. Jorum Glacier ligger 265 meter över havet.
Terrängen runt Jorum Glacier är bergig västerut, men österut är den kuperad. Trakten är obefolkad. Det finns inga samhällen i närheten.